# Violau

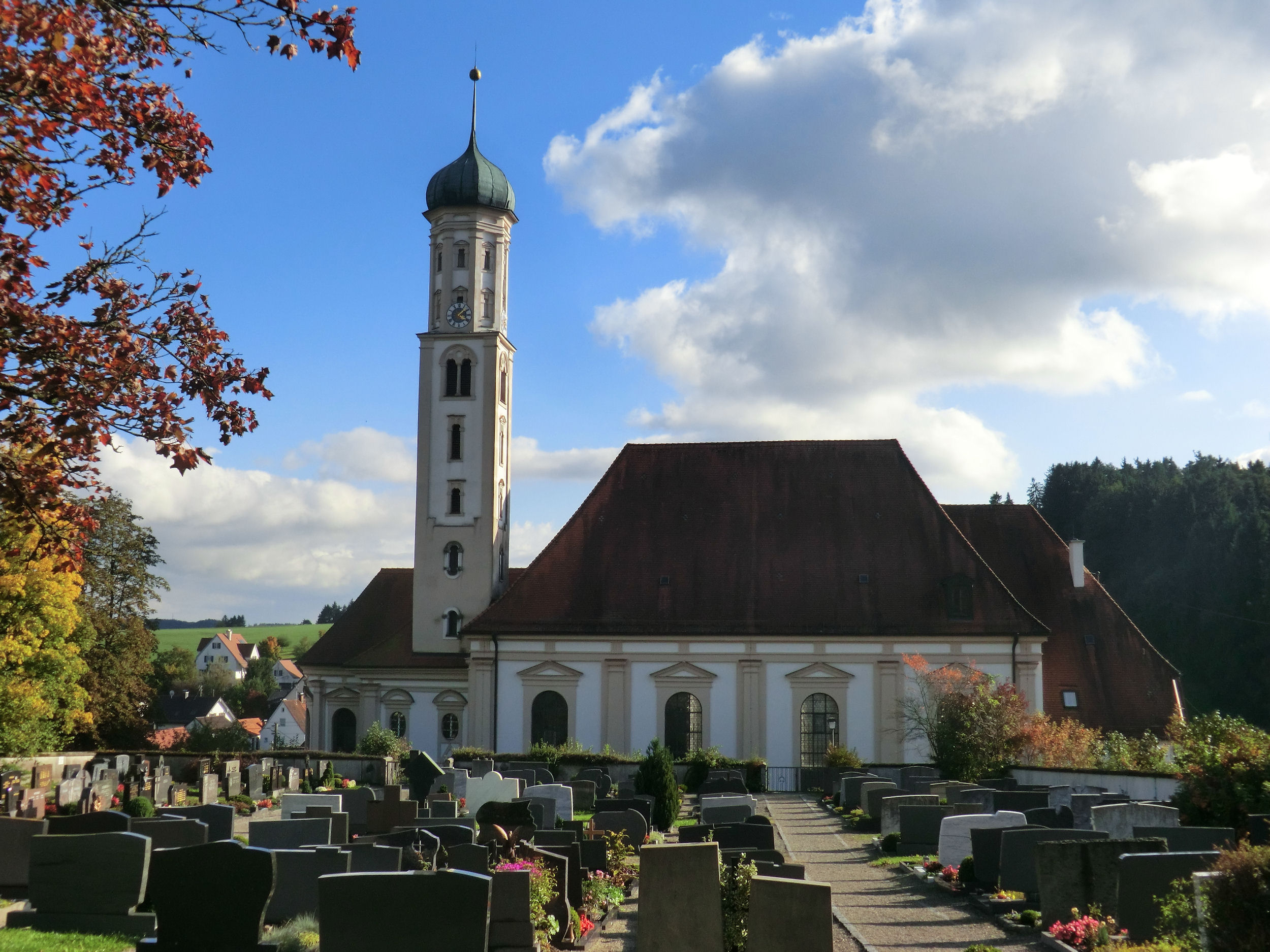
Violau: Wallfahrtskirche St Michael

Violau („Veilchenau“) ist ein Pfarrdorf und Ortsteil der Gemeinde Altenmünster im schwäbischen Landkreis Augsburg in Bayern.
Der kleine Ort, einen Kilometer nordwestlich von Unterschöneberg, ist ein bekannter Wallfahrtsort. Die Pfarr- und Wallfahrtskirche St. Michael aus dem Jahre 1620 zählt zu den künstlerisch sehr bedeutsamen Bauten im Raum Augsburg. 

## Geschichte
1282 erwarb das Zisterzienserinnen-Kloster Oberschönenfeld bei Augsburg den Ort. Seit 1466 ist eine Marien-Wallfahrt nach Violau verbürgt. 1688 kam das Gnadenbild der Schmerzhaften Muttergottes (Pietà) in die Kirche. Das Johanneshaupt (eine Holzplastik aus der Spätgotik um 1500) ist das zweite Gnadenbild der Kirche und zeigt auf einer versilberten Holzschale das Haupt des Johannes des Täufers (vgl. Mk 6,17–29, Mt 14,3–12). Es wird mehrmals im Jahr den Pilgern auf den Kopf gelegt, wodurch diese sich Hilfe bei Kopfschmerzen und anderen Kopf-Erkrankungen erhoffen.
In Violau befindet sich außerdem das Bruder-Klaus-Heim (Schullandheim der Diözese Augsburg) mit einer gut ausgestatteten Sternwarte. Dort findet auch jährlich die Planetentagung der VDS-Fachgruppe Planeten statt. Nach dem Ort sowie dem Initiator des Heimes Martin Mayer wurde der Asteroid (3559) Violaumayer benannt.
Die Pfarrei unterhält das Haus Nazareth; es wurde 1987 bis 1989 errichtet, 2016 renoviert und ist auch Heim für die Pilger. Der Hinterbach fließt durch Violau und wird im Eichholzsee aufgestaut.
Bis zur Gebietsreform in Bayern war die Ortschaft Violau auf zwei Gemeinden verteilt: Neumünster und Unterschöneberg. Mit der Eingemeindung beider nach Altenmünster, die am 1. Mai 1978 in Kraft trat, wurde Violau vereint und ein eigener Ortsteil.
1887 wurde der Architekt Josef Linder in Violau geboren.